# Monti Chibiny
I monti Chibiny (in russo Хибины?; Kildin Sami: Umptek) sono una delle due principali catene montuose della penisola di Kola in Russia, all'interno del circolo polare artico, situata tra i laghi Imandra e Umbozero. La catena è anche conosciuta come Khibiny Massif, Khibinsky Mountains, Khibinsky Tundras, Khibins o Khibiny. Dal 2018 esiste il Parco Nazionale del Khibiny.

## Geografia
Il massiccio del Chibiny è costituito dalle montagne più alte della penisola di Kola, una grande penisola che si estende dalla Russia settentrionale fino al Mare di Barents e al Mar Bianco. La superficie totale della penisola è di circa 100.000 chilometri quadrati e il suolo è ricco di minerali dovuti alla rimozione di uno strato di terreno durante l'ultima era glaciale.
Il massiccio del Chibiny è di forma ovale di circa 1.300 km2 e occupa la parte centrale della penisola, si trova ad una altitudine relativa di 900–1000 m sopra la pianura circostante. Le montagne non sono particolarmente alte; le due vette più alte sono lo Judyčvumčorr, che si trova a 1.201 metri (3.940 piedi), e il Časnačorr, che si trova a 1.191 metri (3.907 piedi). L'altitudine media è di 1.116 metri (3.661 piedi). Le montagne hanno una forma a ferro di cavallo sormontato da un altopiano, il tutto è attraversato da una serie di profondi canyon. Le cime sono di tipo altopiano, con pendii ripidi, ghiacciai, distese di ghiaccio e nevai in alcuni punti. Il terreno in generale rientra nella tundra alpina.
La seconda catena montuosa della penisola di Kola, il massiccio del Lovozero (o Lovozero Tundra), si trova a circa 5 km a est dal punto più orientale del Chibiny, separata dal lago Umbozero.
I monti Chibiny sono ricchi di minerali, principalmente minerali di apatite e nefelina. La zona è anche sismicamente attiva.
I monti Chibiny sono per lo più disabitati, a eccezione di una delle cave di minerali più ricche del mondo. Ai piedi del massiccio si trovano le città di Apatity e Kirovsk.